# Huso

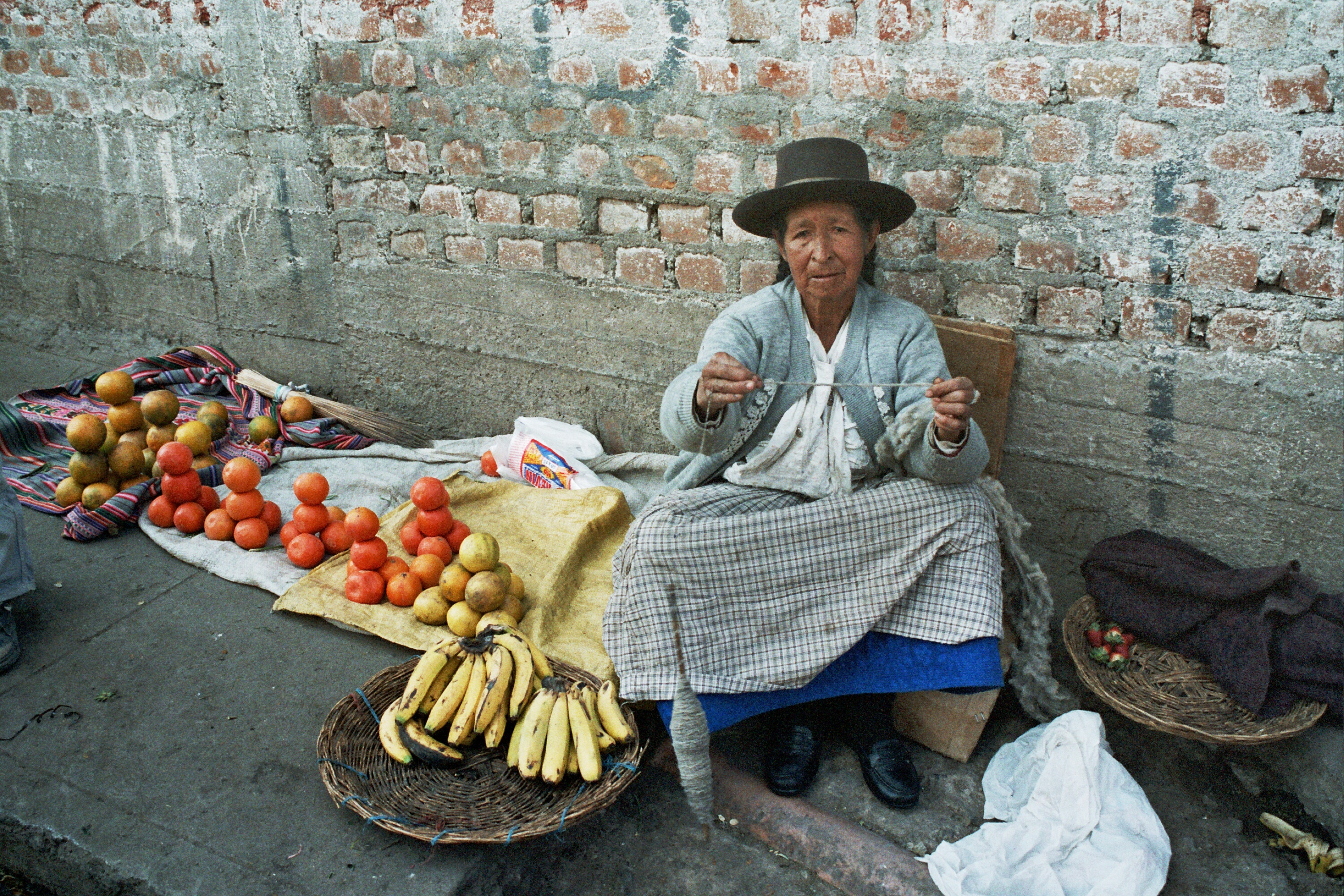
Mujer hilando con un huso sin fusayola (Ayacucho, Perú).

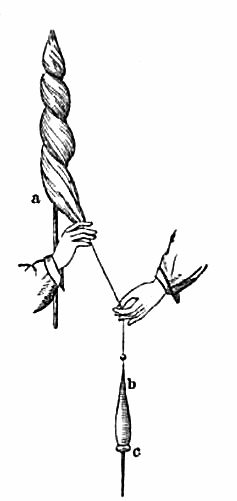
Hilando con huso: (a) rueca; (b) huso; (c) volante.

Un huso es un objeto que sirve para hilar fibras textiles. En su forma más simple es un trozo de madera largo y redondeado, que se aguza en sus extremos y que en uno de ellos, normalmente el inferior, lleva una pieza redonda de contrapeso y tope, llamada malacate, nuez, tortera o volante, y, en textos arqueológicos, fusayola.

## Historia
El huso, es sus diversas formas, es una herramienta que data del Neolítico y que se utiliza hasta la actualidad. El huso y el telar fueron dos de los inventos más revolucionarios del Neolítico. Para realizar una prenda de vestir se necesita primero hilar y después tejer. Las personas del Neolítico primero utilizaban un huso, para conseguir un hilo muy fino, que después utilizaban en un telar para ir realizando la prenda que necesitaban.

## Variedades
Varían principalmente en sus dimensiones y materiales, pero también por el lugar en que se sitúa la fusayola  (arriba o abajo) y por la presencia o no de ganchos para sostener la hebra que se está hilando. Una forma más sofisticada de huso, aunque también muy antigua, es la rueca que incorpora una rueda, un pedal o manivela y una pequeña devanadera.

## Funcionamiento
Para utilizar un huso se comienza por tomar una rueca de alguna fibra textil como lana o algodón y se retuerce una porción entre los dedos hasta darle forma de hebra. Esta hebra inicial se amarra al huso y se sigue realizando el procedimiento de torsión. Mientras tanto, con la otra mano se hace girar el huso con un extremo afirmado en el suelo, de modo que la hebra vaya enrollándose a él, en esta operación la tortera ayuda a evitar que el huso se desestabilice y caiga. Una vez que el huso se ha llenado, la fibra hilada se desenrolla manualmente o con una devanadera, para guardarla como ovillo o como una madeja, en este último caso, también puede usarse un aspa.